# Schäffer & Budenberg

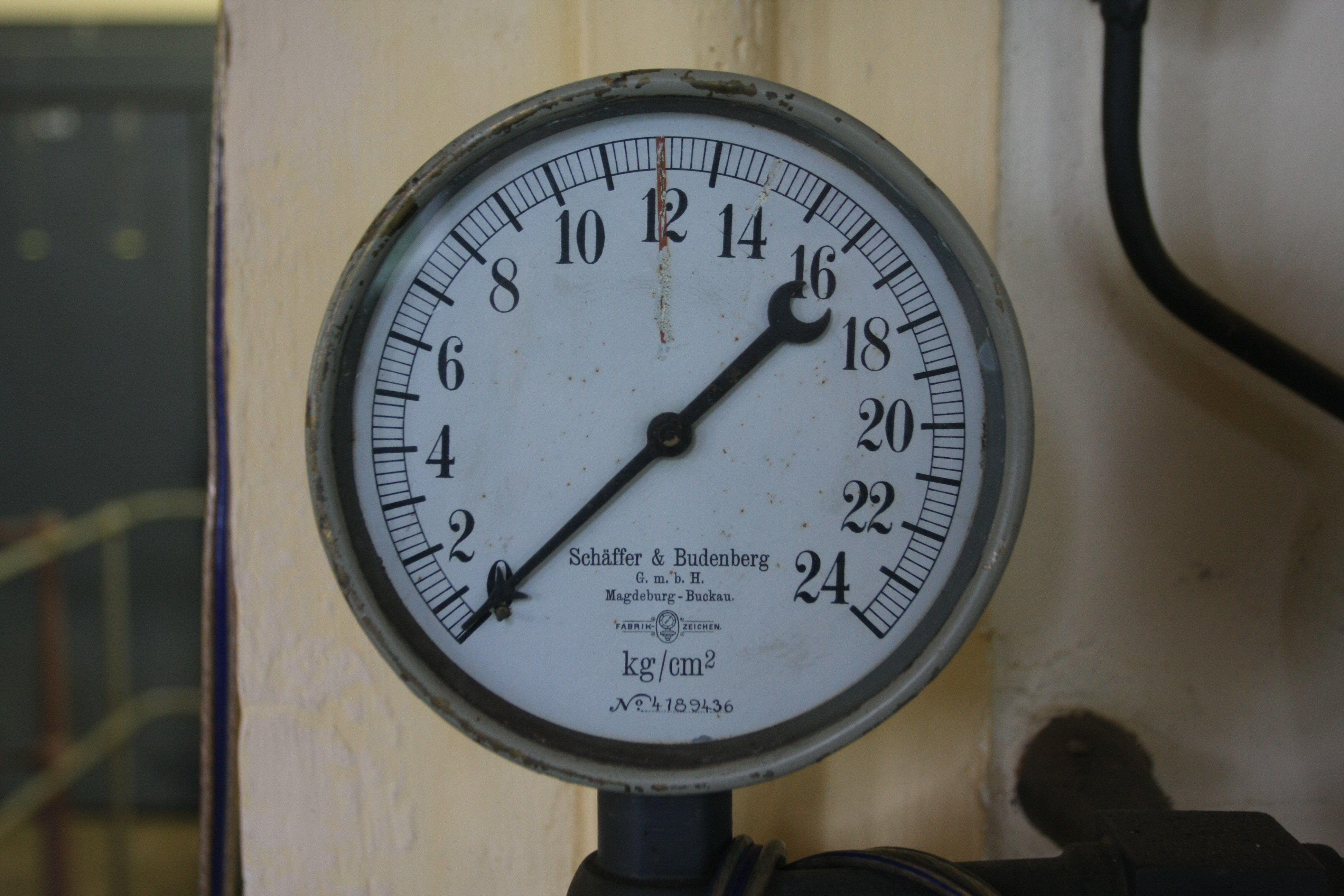
Manometer av Schäffer & Budenbergs tillverkning.

Schäffer & Budenberg GmbH var ett tyskt industriföretag i Buckau vid Magdeburg. 
Schäffer & Budenberg grundades 1850 av Bernhard Schäffer och Christian Friedrich Budenberg i Buckau vid Magdeburg och var en världsfirma för tillverkning av ångpanne- och ångmaskinarmatur, som vid tiden för första världskriget hade 15 filialer och 4 000 arbetare. Schäffers och Budenbergs manometer eller skivmanometer är en grundarna konstruerad typ av manometer. I Sverige var först Hans Mannstaedt och senare Reinhold Sääf generalagent för företaget.